# Concepción Castella de Zavala
María Concepción Castella y García-Duarte, más conocida como Concepción Castella de Zavala (Baena, 20 de agosto de 1889-Madrid, 3 de mayo de 1966) fue una escritora española de más de una veintena de novelas, principalmente novelas rosas.

## Biografía
Nació el 20 de agosto de 1889 en Baena (Córdoba); era hija de Ricardo Castella y González-Aurioles, abogado, y de Blanca García-Duarte y González, naturales de Granada. Por vía materna era nieta del catedrático de medicina Eduardo García Duarte (1830-1905), que llegaría a ser rector de la Universidad de Granada, además de prima hermana del médico y militante socialista Rafael García-Duarte Salcedo y del escritor Francisco Ayala García-Duarte.
Contrajo matrimonio con el teniente coronel de Farmacia Miguel de Zavala y Lara (1883-1973), natural de Bailén, que acabaría abandonando el Ejército postergado por sus ideas carlistas. Fruto del matrimonio fueron nueve hijos. Uno de ellos, Juan de Zavala y Castella (1915-1975), fue alférez provisional durante la Guerra Civil y fue ascendido durante la contienda a capitán del Tercio de requetés "Navarra"; en 1957 fue coautor con el General Luis Redondo del libro El Requeté (La tradición no muere). Otro de los hijos, José María de Zavala Castella (1924-1992), sería secretario general del Partido Carlista liderado por Carlos Hugo de Borbón-Parma durante la década de 1970.
Falleció a los 76 años, el 3 de mayo de 1966 en Madrid.

## Obra literaria
Autora de relatos románticos y bucólicos, en su novela Campana la de la vela… (1936) defiende los valores rurales que emanan de la Vega de Granada y describe el ambiente y modo de vida granadinos de la primera mitad del siglo XX, con especial atención a la influencia social del catolicismo y los hábitos de las clases acomodadas. Este ambiente aristocrático se muestra también en Hágase tu voluntad (1938). En otra de sus obras, La hija de la Alhambra (1939), identifica al lector con los personajes y ambiente de la novela, inspirada en el palacio de la Alhambra.

### Guerra Civil
De ideas carlistas y totalmente comprometida con esta causa, Concepción Castella fue partidaria de la sublevación contra la República de julio de 1936. Durante la contienda publicó tres novelas ambientadas en el enfrentamiento (Guerra en el frente, paz en las almas, Hágase tu voluntad y La Rosa del Maestrazgo) en la Biblioteca Rocío, en la que también escribieron otros autores tradicionalistas como Antonio Pérez de Olaguer y Ramón Solsona Cardona, que siguieron reivindicando el tradicionalismo después del Decreto de Unificación.
En Guerra en el frente, paz en las almas, Concepción Castella ensalza los valores regeneradores del campo, en particular de Navarra, que expone como garantía del porvenir de España en oposición al ambiente deletéreo de la ciudad, en particular Barcelona, donde se respira «el empozoñado hálito del marxismo». Ejemplo de ello son las palabras que dirige una muchacha a su amado convaleciente:

Cuando termine la guerra y vuelvas vencedor seremos felices; cuidarás tu hacienda y seremos campesinos. Primero ganarás a España con las armas; después con el arado.

Entre sus obras más destacadas se encuentra también El alférez provisional (1939), libro publicado al final de la Guerra Civil que ensalza el comportamiento de los combatientes del bando nacional.

## Obras[9]
- Campana la de la vela…	(1936)
- Guerra en el frente, paz en las almas	(1936)
- Hágase tu voluntad	(1937)
- Juan sin alma	(1938)
- Los duendes del Albaicín	(1938)
- Vivamos sin el amor	(1938)
- Cruz de flores	(1939)
- El Alférez provisional	(1939)
- Golondrina	(1939)
- La hija de la Alhambra	(1939)
- La rosa del Maestrazgo	(1939)
- Ópalos de fuego	(1940)
- Santina	(1940)
- Las nietas del Cid	(1941)
- El castillo de Fierro-Negro	(1943)
- Isabel Reyes	(1945)
- Las que saben amar	(1945)
- Nómadas del destino	(1945)
- Dogal de oro	(1947)
- Tristeza de amor	(1948)
- Rosas de fuego	(1949)
- La razón de vivir	(1950)
- Tierra en los ojos	(1950)
- Frente a la duda
- La Yaqui
- Sombras sobre la vida
- Milagro de amor